# ОШ „Иво Андрић” Прањани
ОШ „Иво Андрић” се налази у Прањанима, насељеном месту на територији општине Горњи Милановац. Од 14. марта 1979. године школа носи данашње име.
Прва школа у Прањанима почела је са радом 1858. године, када се у њој учило читање, писање, рачун и вера. Школа је радила непрекидно до Првог светског рата, када је школска зграда била оштећена и њена имовина опљачкана. По ослобођењу Србије настава је отпочела са радом у фебруару 1919. године. У току Другог светског рата школа је била привремено затворена, да би са радом поново отпочела 1945. године. 
Матична школа у Прањанима у свом саставу има још две осморазредне школе у Каменици и Брезни. Четвороразредне школе налазе се у Богданици, Гојној Гори, Коштунићима, Теочину и Срезојевцима. Школе у Катрићима и Брајићима не раде јер нема ученика.